# 圣克莱芒叙瓦尔索讷
圣克莱芒-叙瓦尔索讷（法語：Saint-Clément-sur-Valsonne，法語發音：[sɛ̃ klemɑ̃ syʁ valsɔn]，意为“瓦尔索讷上方的圣克莱芒”）是法国罗讷省的一个市镇，属于索恩河畔自由城区。

## 地名
与通常在法语地名中表示“在……河畔”之意的“sur”不同，该地名Saint-Clément-sur-Valsonne中的“sur”意为“在……上方”，表示名为圣克莱芒（Saint-Clément）的该地与瓦尔索讷（Valsonne）的位置关系，并以“瓦尔索讷上方的圣克莱芒”之名区分其他的“圣克莱芒”，且事实上在该地附近也并无“瓦尔索讷河”存在。

## 地理
圣克莱芒-叙瓦尔索讷（45°55'25"N, 4°27'16"E）面积14.51 平方千米，位于法国奥弗涅-罗讷-阿尔卑斯大区罗讷省，该省份为法国中东部省份，北起顺时针与索恩-卢瓦尔省、安省、里昂大都会、伊泽尔省和卢瓦尔省接壤。
与圣克莱芒-叙瓦尔索讷接壤的市镇（或旧市镇、城区）包括：迪耶姆、圣韦朗、塔拉尔、瓦尔索讷、蒂尔迪讷河畔万德里。
圣克莱芒-叙瓦尔索讷的时区为UTC+01:00、UTC+02:00（夏令时）。

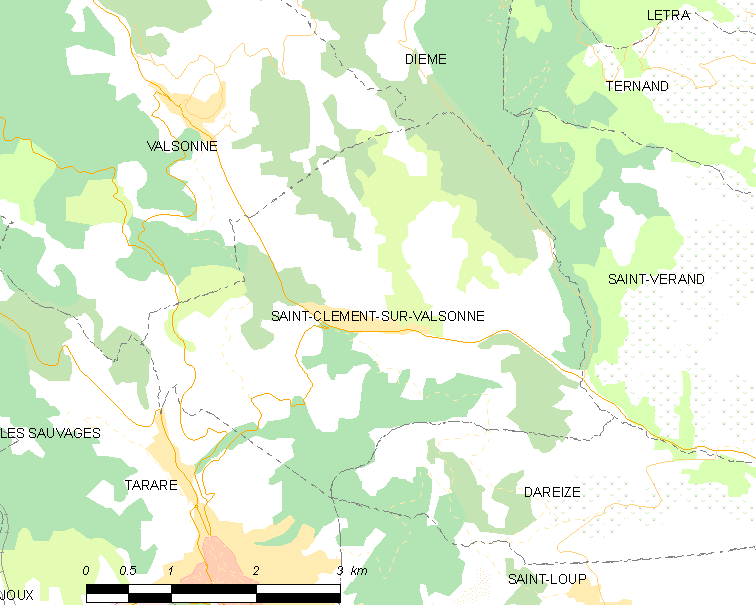
圣克莱芒-叙瓦尔索讷的OSM定位图

## 行政
圣克莱芒-叙瓦尔索讷的邮政编码为69170，INSEE市镇编码为69188。

## 政治
圣克莱芒-叙瓦尔索讷所属的省级选区为塔拉尔县。

## 人口

1962-2008年间圣克莱芒-叙瓦尔索讷人口变化图示

圣克莱芒-叙瓦尔索讷于2022年1月1日时的人口数量为904人。